# آیرون ماونتن (میزوری)
آیرون ماونتن (به انگلیسی: Iron Mountain Lake) یک شهر در ایالات متحده آمریکا است که در شهرستان سنت فرانسوا، میزوری واقع شده‌است. آیرون ماونتن ۵٫۳۹ کیلومتر مربع مساحت و ۷۳۷ نفر جمعیت دارد و ۳۲۳ متر بالاتر از سطح دریا واقع شده‌است.